# Peter Kuhn (Jazzmusiker)
Peter Kuhn (* 25. Februar 1954 im San Fernando Valley) ist ein US-amerikanischer Jazzmusiker (Klarinette, Bassklarinette, Saxophone).

## Leben und Wirken
Kuhn wuchs in Los Angeles auf und spielte ab Mitte der 1970er-Jahre zunächst in Kalifornien mit David Sewelson, mit dem 1976 erste Aufnahmen entstanden (Synchro-Incity). Auf Einladung von Anthony Braxton zog er dann nach New York und war in den folgenden Jahren in der dortigen Loft-Szene aktiv; 1977 war er Mitglied des Frank Lowe Orchestra (Lowe & Behold, u. a. mit Butch Morris, Joseph Bowie und Billy Bang). Ende 1978 nahm er sein Debütalbum Livin’ Right auf, mit Arthur Williams, Toshinori Kondo, William Parker und Denis Charles. 1979/80 entstand in zwei Sessions das Folgealbum Ghost of a Trance (hatHut), mit William Parker (an der Tuba), Phillip Wilson bzw. mit David Sewelson, Mark Miller (Vibraphon), Wayne und Bill Horvitz; Ende 1981 folgte noch The Kill (Soul Note), das Kuhn in Quartettbesetzung mit Wayne Horvitz, William Parker und Denis Charles eingespielt hatte. Zudem spielte Kuhn in den 1970er-Jahren im Trio mit William Winant und Chris Brown im Miles Playhouse in Santa Monica.
Drogenabhängigkeit beeinträchtigte Kuhns Karriere lange Jahre; nach seiner Rückkehr in die kalifornische Jazzszene arbeitete er mit Musikern wie Alex Cline, Abbey Rader und seinem eigenen Trio (mit Kyle Motl und Nathan Hubbard), mit dem er das Album The Other Shore (NoBusiness Records) vorlegte.
Im Bereich des Jazz war er zwischen 1976 und 2015 an zehn Aufnahmesessions beteiligt.

## Diskografische Hinweise
- No Coming, No Going: The Music of Peter Kuhn 1978–79 (No Business, rec. 1978–79, ed. 2016 mit Denis Charles, eine CD auch mit Toshinori Kondo, Arthur Williams, William Parker)[5]
- Peter Kuhn / Dave Sewelson / Gerald Cleaver / Larry Roland: Our Earth / Our World (pfMENTUM, 2016)
- Intention (FMR, 2018)
- Dependent Origination (2019), mit Dave Sewelson, Dan Clucas, Scott Walton, Alex Cline